# Bisbat de Thérouanne

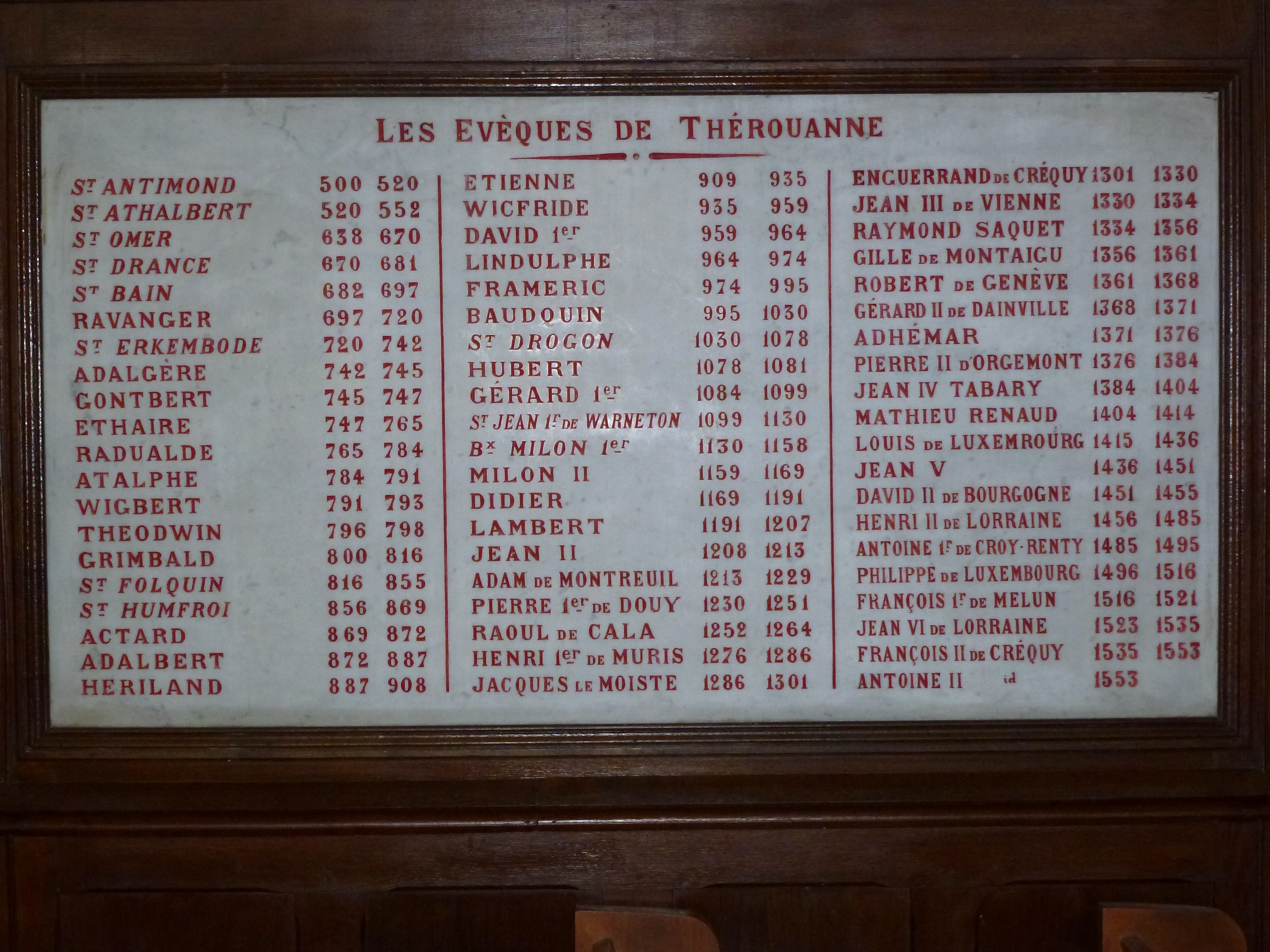
La llista dels bisbes de Thérouanne conservada a l'església de Saint-Martin de Thérouanne.

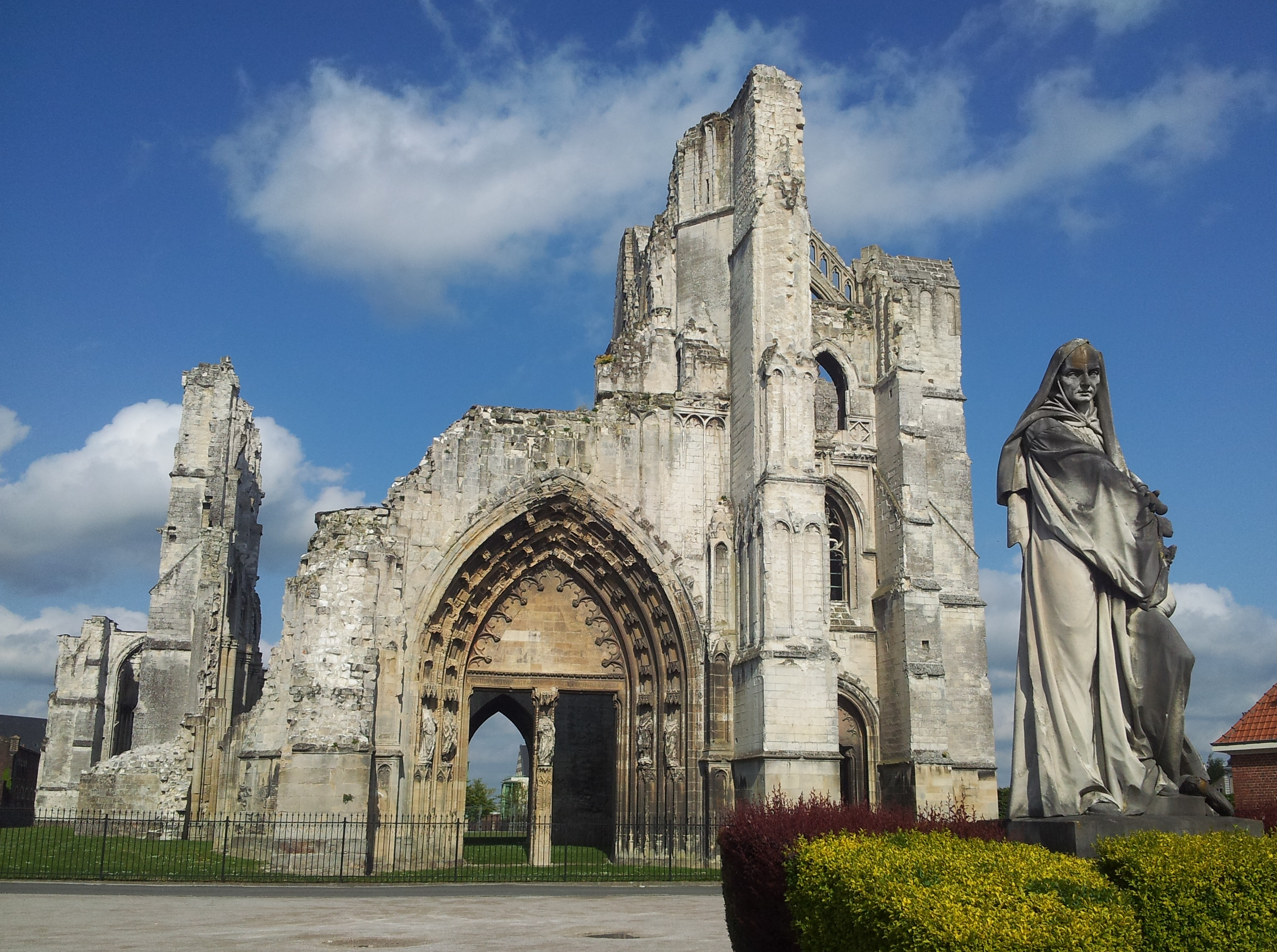
Restes de l'abadia de San Bertino a Saint-Omer, fundada el de sant Audomar.

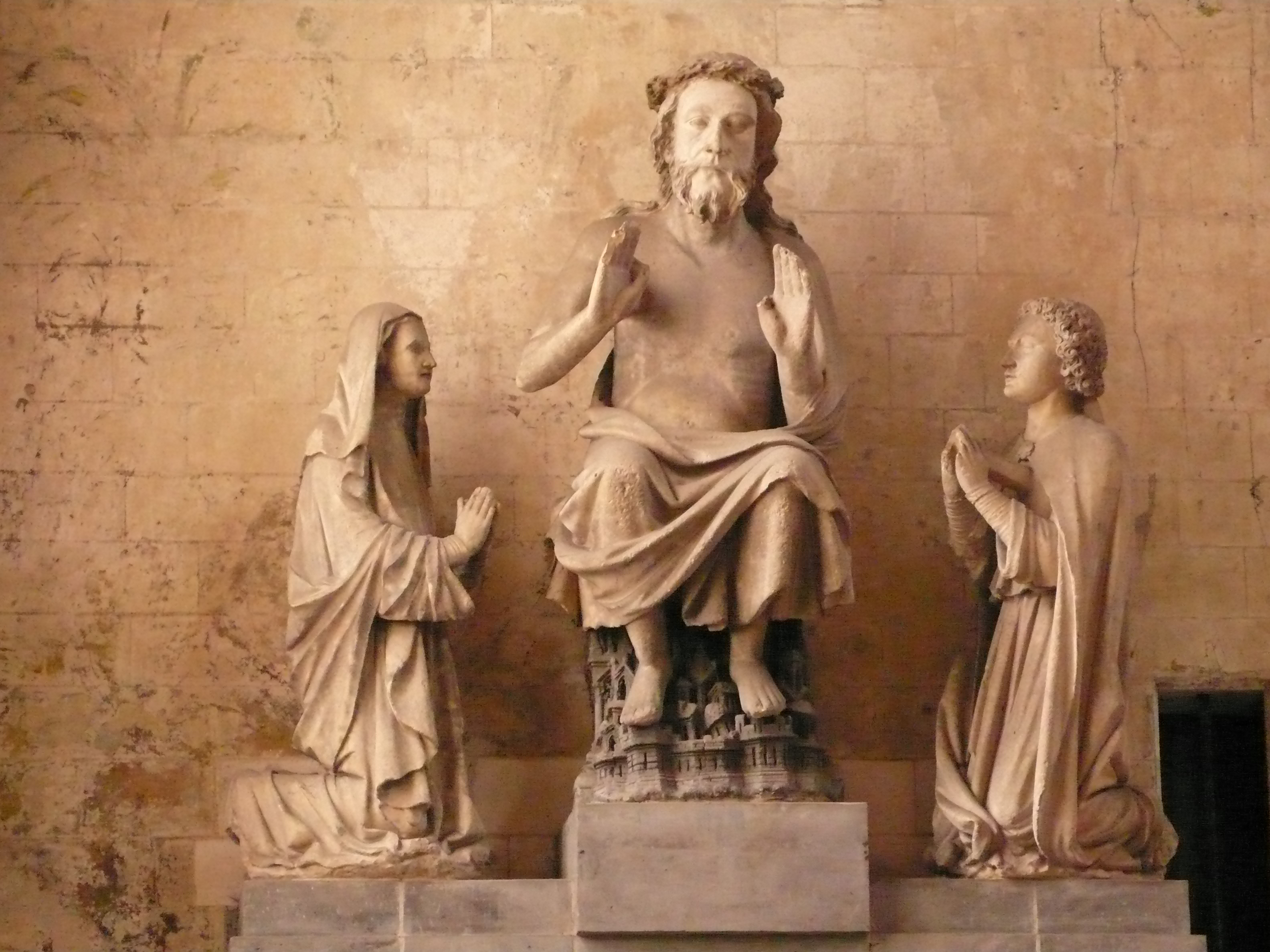
La composició escultòrica denominada Grand Dieu de Thérouanne (meitat del), que antigament es trobava a la façana de la catedral de Thérouanne, i que avui es troba a la veïna catedral de Saint-Omer.

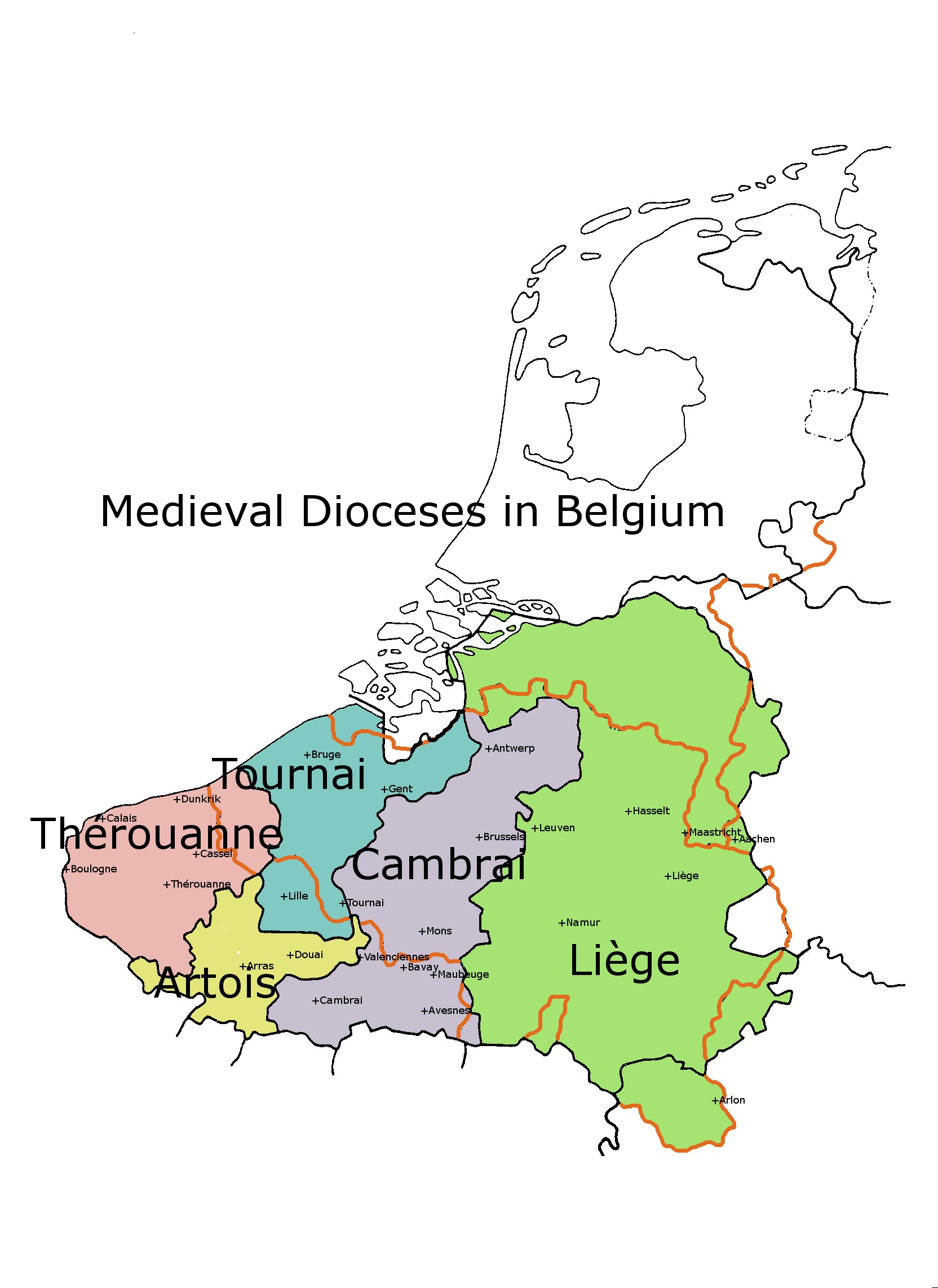
Mapa de la diòcesi de Thérouanne i de les altres diòcesis a Bèlgica abans del 1559. La línea vermella indica el límits estatals actuals.

El bisbat de Thérouanne  (francès: Diòcese de Thérouanne, llatí: Dioecesis Morinensis) és una seu suprimida de l'Església Catòlica a França. Actualment és una seu titular

## Història
En temps romans, Tervanna o Taruanna era la capital i centre administratiu de la civitas Morinorum, o els cèltics dels morinis. A més de Tervanna, els morinis tenien un altre centre habitable important, anomenat Bononia pels romans, avui Boulogne, port des del qual s'embarcaven a Briànnia. Les dues ciutats eren part de la província romana de la Gàl·lia belga segona, amb la seva capital a Reims, com ho demostra la Notitia Galliarum principi del segle v.
Sobre l'evangelització del territori morinense, és fonamental el testimoni de Paulí de Nola, que en una carta a Victrici de Rouen (testificat entre 390 i 404), recorda les gestes dels missioners enviats pel bisbe de Rouen a la civitas dels morins. Per tant, aquest text suggereix que els primers missioners cristians van arribar a les terres de l'extrem nord de la Gàl·lia des de Rouen, seguint la ruta de la mar, i no de Reims, capital de la Bèlgica segona. Més tard, amb l'arribada dels pobles germànics, especialment els saxons, observem la presència al segle vii pels missioners que van venir de Britànnia i el Cotentin.
Aquestes terres van ser, durant els primers segles del cristianisme, als marges de la vida política. El control efectiu de la regió de Thérouanne es realitzà només durant la guerra civil que es va veure involucrada la família reial de dels merovingis a la fi del segle vi i fins al 613: és durant aquestes lluites fratricides que es van manifestar interès per l'antiga civitas Morinorum per entitats polítiques que es forma llavors, és a dir, Nèustria i l'Austràsia.
És en aquest context històric, per tal de reforçar encara més els llaços entre l'episcopat i els reis merovingis, que molt probablement es va crear la diòcesi de Thérouanne amb el bisbe de Sant Audomar, monjo de l'abadia de Luxeuil, al segle vii. Les llistes episcopals antigues, però, esmenten dos bisbes abans d'Audomar, Antimondo i Atalbert,, que semblen donar testimoni de l'existència d'una organització eclesiàstica durant el segle vi: les fonts històriques, però, ignoren aquests dos personatges.
La nova diòcesi (dioecesis Morinensis) va ser construït amb recursos del territori de l'arxidiòcesi de Reims, dels quals Thérouanne es va convertir en sufragània. Incloïa tres pagi: el pagus Teruanensis amb la capital Thérouanne; el pagus Bononiensis (Boulonnais), el centre del qual era la ciutat portuària de Boulogne; i gran part del pagus Mempiscus,amb el centre principal a Bergues.
Durant la invasió dels normands (segle ix), els bisbes van traslladar la seva seu a Boulogne; van tornar a Thérouanne en els primers anys del segle xi. Va ser en aquest moment que va començar la construcció de la catedral dedicada a la Mare de Déu: reconstruït i ampliat diverses vegades, va ser una imponent catedral gòtica, ricament decorada, que va donar testimoni de la riquesa de la ciutat i de la diòcesi.
A l'edat mitjana, la diòcesi es va dividir en 25 deganats, a més de la ciutat i el territori de Thérouanne, que era un decanatge separat. Van ser agrupats en dos ardiaconats:
- l'ardiaconat de França o d'Artés amb 14 diaconies: Boulogne, Guînes, Alquines, Wissant, Frencq, Fauquembergues, Hesdin, Bomy, Lillers, Aire, Saint-Pol, Helfaut, Saint-Omer i Arques;[10]
- ardiaconat de Flandes amb 11 diaconies: Ypres, Bailleul, Poperinge, Marck, Furnes, Bourbourg, Cassel, Bergues, Dixmude (Nieuwpoort), Merville.

En total, la diòcesi incloïa unes 600 parròquies.
Al segle XVI la diòcesi es trobava dividida, des d'un punt de vista polític, entre el regne de França i els dominis flamencs de l'emperador Carles V. El 20 de juny de 1553 Thérouanne va ser assetjada i destruïda per Carles V a la guerra contra el rei francès Enric II; tot el poble va ser arrasat a terra, inclosos tots els edificis religiosos, inclosa la catedral. En el moment de la presa de la ciutat, el capítol de la catedral que obeïa a l'emperador, ja s'havia escapat i refugiat ja fos a Ypres o a Saint-Omer; la resta del capítol, sotmès al rei de França, va romandre en Thérouanne i alliberat després del pagament d'un rescat, es va traslladar a la ciutat de Boulogne amb el consentiment de l'arquebisbe de Reims.
L'últim bisbe de Thérouanne va ser François de Créquy, que va morir abans del setge i la caiguda de la ciutat episcopal. A la seva mort, el rei el va nomenar bisbe el germà francès Antoine de Créquy, que, incapaç de prendre possessió del càrrec a causa de la destrucció de la ciutat, no va ser confirmat per la Santa Seu i va ser transferit el mateix any a Nantes. L'emperador, per la seva banda, va nomenar al seu propi bisbe, Guillaume de Poitiers, ardiaca de la sala del capítol de Saint-Omer, que va ser bisbe electus fins a la supressió de la diòcesi.
El 2009 va esdevenir una seu episcopal titular, tot i que encara mai no ha estat assignada.

## Cronologia episcopal
Hi ha tres documents antics que mostren el catàleg episcopal de Thérouanne: el Liber Floridus de Lamberto Sant-Omer, la col·lecció de Roberto de Torigni i el Chronicon breve episcoporum Morinensium et comitum Flandriae del segle xii. D'acord amb Louis Duchesne, que publica els tres catàlegs en la seva obra Fastes épiscopaux de l'ancienne Gaule, les sèries episcopals són molt fiables.
- Sant'Antimondo †
- Atalberto †
- Sant'Audomaro (Omer) † (abans del 642 - després del 667)
- Drauscio †
- San Baino † (? - 701 renuncià)
- Ravengero † (citat el 708)
- Sant'Erchembodone † (citat el 723)
- Adalgero †
- Gumberto †
- Eterio † (citat el 748)
- Rodvaldo †
- Atalfo o Atalolfo †
- Vigberto o Vicfrido †
- Teodvino † (citat el 798 aproximadament)
- Erembaldo †
- San Folcuino † (circa 816/817[12] - 14 o 15 de desembre de 855 mort)
- Sant'Umfrido † (de gener de o de febrer de 856 - 8 de març de 870 mort)
- Actardo[13] † (870 - després d'agost de 871 nomenat arquebisbe de Tours)
- Adalberto † (871 - després del 880 renuncià)[14]
- Erilando † (abans del 887 - després del 900 renuncià)[15]
- Stefano † (abans del 909 - 935 mort)
- Wicfrido † (22 de juny de 935 - 20 d'agost de 959 mort)
- Davide † (959 - 964[16] mort)
- Landulfo † (citat el 972)
- Framerico † (abans de d'octubre de 975 - 15 de març de 1004[17] mort)
- Baudouin† (abans del 1008 - de juliol de 1030 mort)
- Drogon † (1030 - 22 d'agost de 1078 mort)
- Hubert † (1078 - 1081 renuncià)
  - Lambert † (1082 - 1083 deposat) (instrús)
- Gérard † (1084 - dopo d'abril de 1096 deposat)
- Jean de Warneton † (1099 - 27 de gener de 1130 mort)
- Milon I, O.Praem. † (15 de febrer de 1131 consacrato - 16 de juliol de 1158 mort)
- Milon II † (1159 - 14 de setembre de 1169 mort)
- Didier† (1169 - 1191 renuncià)
- Lambert de Bruges† (1191 - 21 de maig de 1207 mort)
- Jean † (abans de d'abril de 1208 - 25 de gener de 1213 mort)
- Adam † (1213 - 1229 renuncià)
- Pierre de Douy † (1229 - 23 de març de 1251 mort)
- Raoul de Chelles † (9 de desembre de 1252 - 1264 mort)
  - Sede vacante (1264-1276)
- Henri de Murs † (17 d'octubre de 1276 - 1286 mort)
- Jacques de Boulogne † (1287 - 12 de setembre de 1301 mort)
- Enguerrand de Créquy † (abans del 22 de novembre de 1301 - 29 de setembre de 1330 mort)
- Jean de Vienne † (14 de desembre de 1330 - 12 d'octubre de 1334 nomenat arquebisbe de Reims)
- Raymond Saquet † (22 d'octubre de 1334 - 10 de febrer de 1356 nomenat arquebisbe de Lió)
- Gilles Aycelin de Montaigut † (2 de març de 1356 - 17 de setembre de 1361 creat cardenal)
- Robert de Genève † (3 de novembre de 1361 - 11 d'octubre de 1368 nomenat bisbe de Cambrai)
- Gérard de Daimville † (11 d'octubre de 1368 - 6 de juny de 1371 nomenat bisbe de Cambrai)
- Adhémar Robert † (6 de juny de 1371 - 14 de maig de 1376 nomenat arquebisbe de Sens)[18]
- Pierre d'Orgemont † (26 de maig de 1376 - 19 de gener de 1384 nomenat bisbe de París)
- Jean Tabari † (19 de gener de 1384 - 1403 mort)
- Matthieu o Renaud de Bapaume † (19 de juliol de 1404 - 20 de març de 1414 mort)
- Lluís de Luxemburg † (abans del 2 de gener de 1415 - 24 d'octubre de 1436 nomenat arquebisbe de Rouen)
- Jean le Jeune † (24 d'octubre de 1436 - 9 de setembre de 1451 mort)
- David de Borgonya † (13 de setembre de 1451 - 12 de setembre de 1457 nomenat bisbe d'Utrecht)
- Enrico di Lorena-Vaudémont † (1457 - 16 de maig de 1485 nomenat bisbe de Metz)
- Antoine de Croÿ † (16 de maig de 1485 - 21 de setembre de 1495 mort)
  - Federico Sanseverino † (8 de febrer de 1496 - 12 de novembre de 1498 renuncià) (administrador apostòlic)
- Philippe de Luxembourg † (12 de novembre de 1498 - 26 de novembre de 1516 renuncià)
- François de Melun † (26 de novembre de 1516 - 22 de novembre de 1521 mort)
  - Giovanni di Lorena † (7 de gener de 1522 - 8 de novembre de 1535 renuncià) (administrador apostòlic)
- François de Créquy † (8 de novembre de 1535 - 28 de febrer de 1552 mort)
  - Antoine de Créquy † (1552 - 15 de desembre de 1553 nomenat bisbe de Nantes) (bisbe electe)
  - Sede vacante (1552-1567)
  - Seu traslladada a Boulogne